# Tigri (città)
Tigri è una suddivisione dell'India, classificata come census town, di 44.895 abitanti, situata nel distretto di Delhi Sud, nello territorio federato di Delhi. In base al numero di abitanti la città rientra nella classe III (da 20.000 a 49.999 persone).

## Società

### Evoluzione demografica
Al censimento del 2001 la popolazione di Tigri assommava a 44.895 persone, delle quali 24.469 maschi e 20.426 femmine. I bambini di età inferiore o uguale ai sei anni assommavano a 7.426, dei quali 3.907 maschi e 3.519 femmine. Infine, coloro che erano in grado di saper almeno leggere e scrivere erano 27.631, dei quali 17.247 maschi e 10.384 femmine.